# Lavatera mauritanica
Lavatera mauritanica — вид квіткових рослин родини мальвові (Malvales).

## Опис
Однорічна або дворічна рослина. Стебло до 1,20 м, прямостояче, просте або розгалужене. Нижнє листя в підвішеному стані до 8 × 10 см. Пучки з 2–6 квітів. Пелюстки 0,7-1,5 см рожево-фіолетові.

## Поширення
Португалія [цн. і пд.], Гібралтар, сх. і пд. Іспанії. Росте між вапняковими скелями на березі моря, і в прибережних скелях. Іноді культивується в ботанічних садах.